# Jižní polokoule

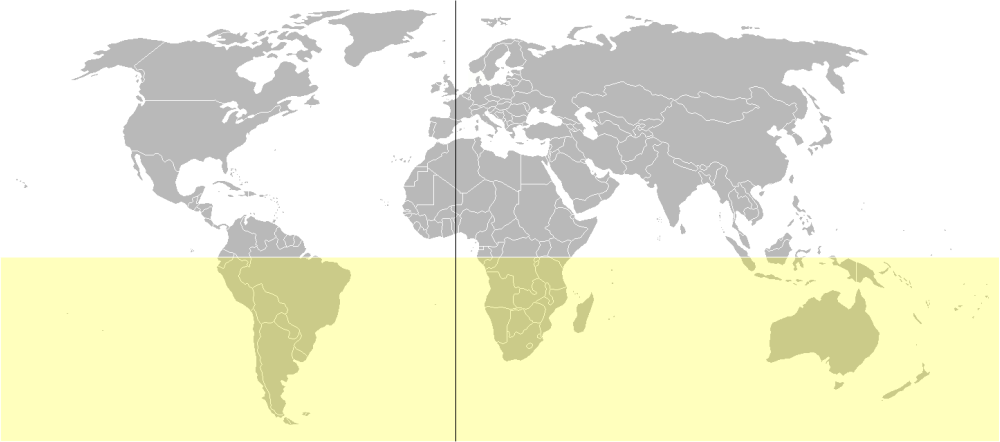
Mapa světa, jižní polokoule je žlutě zvýrazněna (Antarktida není zakreslena)

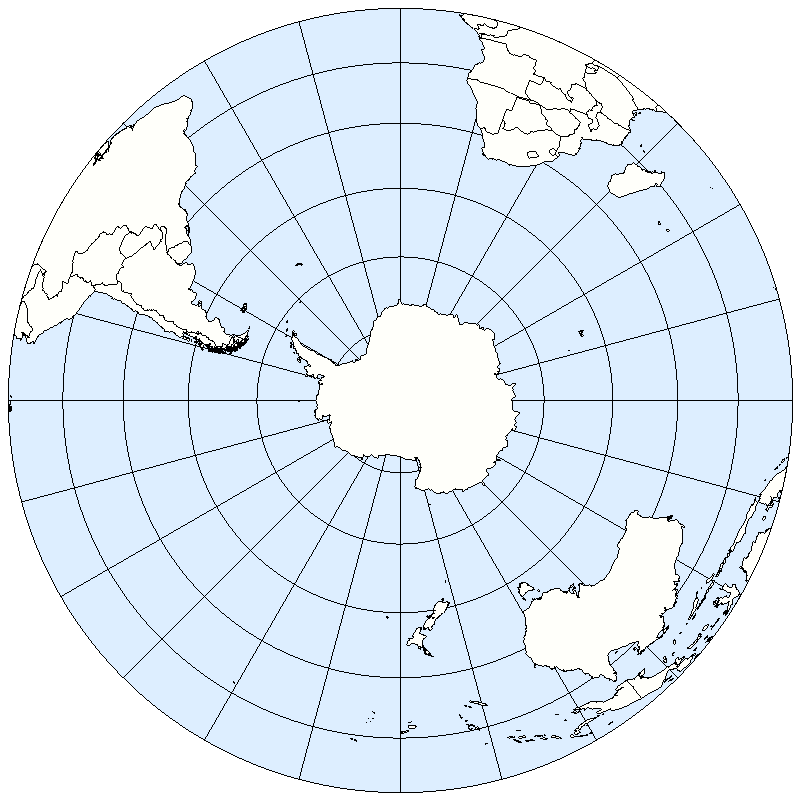
Jižní polokoule z pohledu z jižního pólu

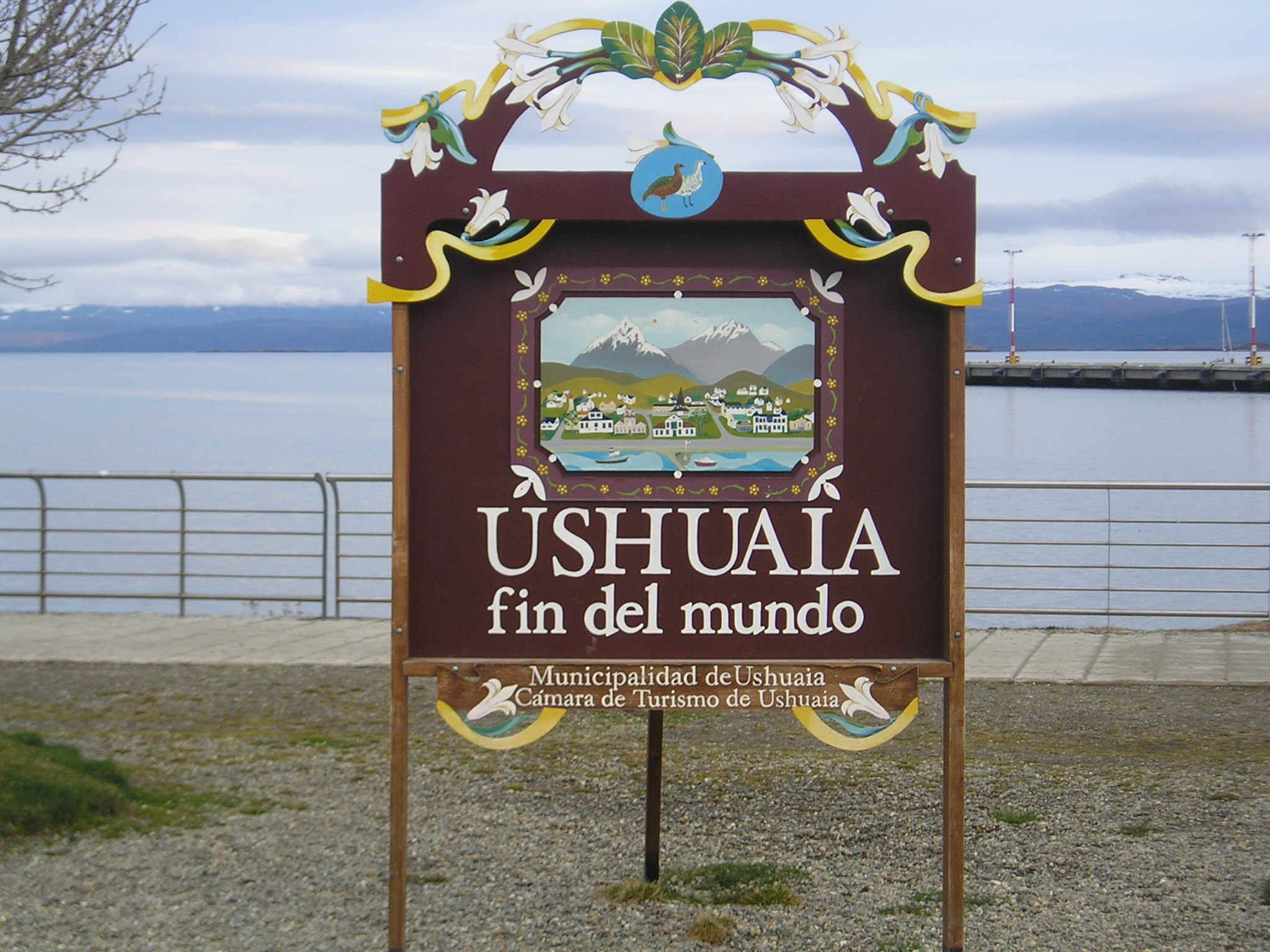
Plakát s legendou „Ushuaia, konec světa“. Ushuaia v Argentině je nejjižnější město na světě

Jižní polokoule nebo jižní hemisféra je pojem označující část Země, která se rozkládá jižně od rovníku (0° s./j. z. š.) až k jižnímu pólu (+90° j. z. š.).

## Charakteristika
Jižní polokoule zahrnuje pět kontinentů (Antarktida, Austrálie, většina Jižní Ameriky, část Afriky a malá část Indonésie ležící v Asii.) a čtyři oceány (jižní část Atlantského oceánu, Indický oceán, jih Tichého oceánu a Jižní oceán). Na jižní polokouli leží též několik asijských ostrovů. Ve srovnání se severní polokoulí se zde nachází mnohem více vodní plochy a podstatně méně pevniny. Pouze necelá třetina zemské souše, včetně neobydlené Antarktidy, 
Díky sklonu zemské osy a ekliptice začíná léto na jižní polokouli 21. prosince a končí 21. března a zima začíná 21. června a končí 21. září. Oproti severní polokouli lze na té jižní také pozorovat jiný způsob pohybu slunce na obloze. Zatímco na severní se pohybuje zleva doprava, na jižní polokouli je tomu přesně opačně. Slunce po obloze putuje zprava doleva. Toto je způsobené odlišným úhlem pohledu na slunce z jižní polokoule. Stále však platí, že vychází na východě a zapadá na západě. Ale hlavní rozdíl oproti severní polokouli je v tom, že slunce zde není vidět na jihu, ale na severu. Jako zajímavost je také zmiňován vodní vír viditelný například při vypouštění vany. Ten se na jižní polokouli díky odlišnému vektoru hybnosti (viz Coriolisova síla) otáčí také opačným směrem.

## Geografie jižní polokoule
Vzhledem k tomu, že naprostá většina pevniny (s výjimkou Antarktidy) je na jižní polokouli situována do blízkosti rovníku a středních zeměpisných šířek, jasně zde převažuje tropické a subtropické klima. Pouze ty nejzazší oblasti jako jižní polovina novozélandského jižního ostrova a nejjižnější část jižní Ameriky mají mírné podnebí, zpravidla oceánského charakteru s vlažnými léty a velmi mírnými zimami. Toto je způsobeno větší převahou vodní plochy než na severní polokouli. Voda se otepluje a ochlazuje pomaleji než země a to samé platí pro pevninu která je jí obklopená, což na jižní polokouli platí obzvláště v jižnějších šířkách. 
Výjimkou je pouze Antarktida. Jedná se o zcela specifický kontinent. Sama o sobě se neliší od ostatních kontinentů, ale na jejím povrchu se nachází několik kilometrů tlustá vrstva ledu. Tato tlustá ledová krusta na jejím povrchu utváří rozsáhlé ledové planiny s velmi vysokou nadmořskou výškou přesahující 3000 m n. m. Což v kombinaci se zeměpisnou polohou Antarktidy situovanou přímo na jižní pól značně přispívá k jejímu extrémně studenému klimatu. 
Jižní polokoule je rovněž výrazně méně znečištěná než severní, a to díky menší hustotě osídlení (na jižní polokouli žije celkově pouze 10 až 12 % lidské populace), menší úrovni industrializace a menší ploše země (převažuje západní proudění větru a znečištění se tedy nemůže šířit jižně nebo severně).
Jižní pól je orientován směrem ke středu galaxie, a to v kombinaci s jasnějším nebem vytváří krásnou noční oblohu s mnohem větším počtem hvězd než na severní polokouli. Dominantním a erbovním souhvězdím jižní oblohy je Jižní kříž.

## Seznam kontinentů a států ležících na jižní polokouli

### Kontinenty
- Antarktida

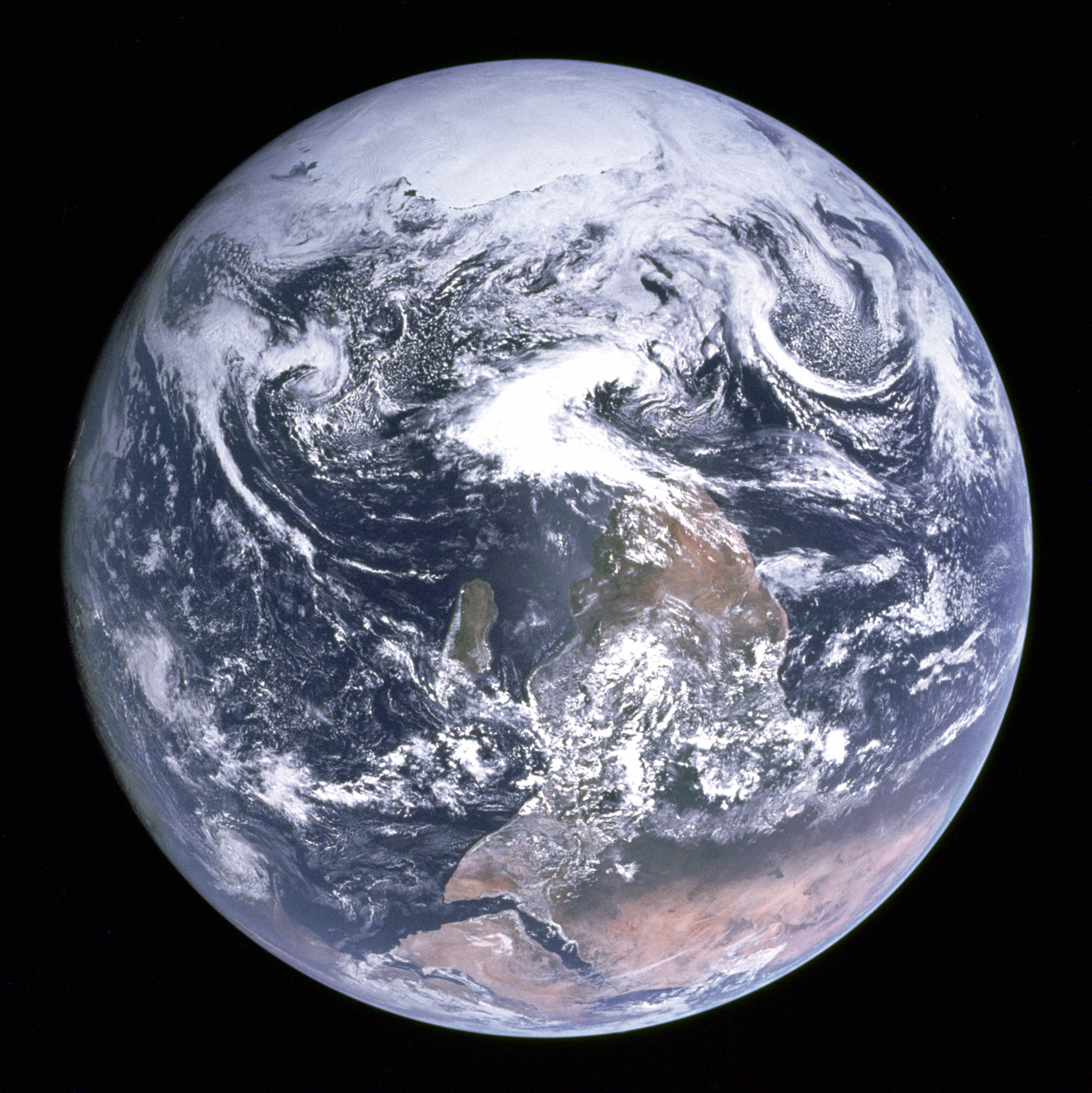
Známá fotografie Země z Apolla 17 (Blue Marble) měla původně jižní pól nahoře, musela být tedy otočena, aby odpovídala tradiční perspektivě

- Afrika (přibližně 1/3 - hranici tvoří jižní část města Libreville v Gabonu na západě a jih Somálska na východě)
- Austrálie
- Jižní Amerika (většina - hranici tvoří ústí Amazonky na východě a město Quito na západě)

### Africké státy
Celé území:
- Angola
- Botswana
- Burundi
- Komory
- Jihoafrická republika
- Lesotho
- Madagaskar
- Malawi
- Mosambik
- Namibie
- Rwanda
- Svazijsko
- Tanzanie
- Zambie
- Zimbabwe

Většina:
- Demokratická republika Kongo
- Gabon
- Republika Kongo

Části:
- Keňa
- Rovníková Guinea
- Somálsko
- Svatý Tomáš a Princův ostrov
- Uganda

### Asijské státy
Poznámka: Asijské země ležící na jižní polokouli nejsou součástí souvislé země Asie.
Celé území:
- Východní Timor

Většina:
- Indonésie

### Státy v Indickém oceánu
Celé území:
- Madagaskar
- Mauricius
- Seychely

Části:
- Maledivy

### Státy v Oceánii
Celé území:
- Austrálie
- Cookovy ostrovy
- Fidži
- Nauru
- Nový Zéland
- Niue
- Papua Nová Guinea
- Pitcairnovy ostrovy
- Samoa
- Šalomounovy ostrovy
- Tahiti
- Tokelau
- Tonga
- Tuvalu
- Vanuatu
- Velikonoční ostrov

Většina:
- Kiribati

### Státy Jižní Ameriky
Celé území:
- Argentina
- Bolívie
- Chile
- Paraguay
- Peru
- Uruguay

Většina:
- Brazílie
- Ekvádor

Části:
- Kolumbie

### Jiná území
- Americká Samoa (USA)
- Antarktické a subantarktické ostrovy
- Ascension (Spojené království)
- Bouvetův ostrov (Norské království)
- Falklandy (Spojené království)
- Francouzská Polynésie (Francie)
- Galapágy (Ekvádor)
- Čagoské ostrovy (Spojené království)
- Jarvisův ostrov (USA)
- Jižní Georgie a Jižní Sandwichovy ostrovy (Spojené království, nárokovány Argentinou)
- Jižní Orkneje (součást Smlouvy o Antarktidě, nárokováno Argentinou)
- Kergueleny (Francie)
- Kermadekovy ostrovy (Nový Zéland)
- Mayotte (Francie)
- Nová Kaledonie (Francie)
- Novozélandské subantarktické ostrovy (Nový Zéland)
- Réunion (Francie)
- Svatá Helena (Spojené království)
- Ostrovy Juana Fernándeze (Chile)
- Svatý Pavel a Nový Amsterdam (Francie)
- Swains Island (USA, nárokováno Tokelau)
- Tristan da Cunha (Spojené království)
- Wallis a Futuna (Francie)